# Луи дьо Жокур
Луи дьо Жокур (на френски: Louis de Jaucourt) е френски медик, учен и енциклопедист. Сътрудничи в написването на „Енциклопедия, или тълковен речник на науките, изкуствата и занаятите“ като става автор на повече от 17 000 статии в нея.

## Биография
Роден е на 27 септември 1704 година в Париж, Франция. Произхожда от благороднически род и понякога е наричан Кавалерът дьо Жокур, с титлата, която наследява. На 8-годишна възраст е изпратен да учи в Женева, след което се премества в Кеймбридж, където се занимава с природни науки. По-късно учи за медик в Лайден.
Докато се образова в чужбина крие името си и издава първите си книги под псевдонима Ньофвил (Louis de Neufville). През 1734 г., в Амстердам излиза биография на Готфрид Лайбниц, подписана с псевдонима Луи дьо Ньофвил. По това време Дьо Жокур е започнал вече работа над „Lexicon medicum universalis“, обемиста медицинска енциклопедия, върху която работи в продължение на 20 години. Изпраща книгата за печат в Амстердам през 1750 г., но корабът, с който тя пътува, потъва.
От 1756 е член на Лондонското кралско дружество, а след 1764 се присъединява към Берлинската академия.
Умира на 3 февруари 1779 година в Компиен, Франция, на 74-годишна възраст.

## Научна дейност
Поканен е да сътрудничи за медицинските статии в Енциклопедията на Дидро. Енциклопедията е един от най-големите проекти на XVIII век. Излиза в 35 тома през годините 1751 – 1780. Предговорът ѝ е написан от Жан Даламбер и може да се разглежда като манифест на идеите на Просвещението.
Първите приноси на Жокур се появяват във втория ѝ том през 1752 г. Обширните му познания са оценени и той започва да пише по широк кръг от проблеми като си сътрудничи с Даламбер и Даубентон. Впоследствие наема помощници, с които пише и редактира все по-голям брой статии. За последните томове от поредицата Дьо Жокур предава по четири статии на ден, като става практически автор на половината от издаденото. Неговото име обаче никога не добива популярност.